# Кривич Ігор Валентинович
І́гор Валенти́нович Кри́вич — старшина Збройних сил України, учасник російсько-української війни.
24 серпня 2020 року до Дня Незалежності у львівському атріумі «Victoria Gardens» відбувалася проєкт-фотовиставка, присвячена Дню Незалежності України «За Незалежністю стоять люди». Серед фотопроєктів — і світлина старшини Ігоря Кривича.
Станом на 2021 рік проживає в місті Львів.

## Нагороди
За особистий внесок у зміцнення обороноздатності Української держави, мужність, самовідданість і високий професіоналізм, виявлені під час виконання військового обов'язку, та з нагоди Дня Збройних Сил України молодший сержант Кривич нагороджений орденом «За мужність» III ступеня (2.12.2016).